# УКРОП (політична партія)
Політична партія «Українське об'єднання патріотів — УКРОП» — у минулому українська політична партія що проіснувала з липня 2015 по червень 2020 року, коли партія де-факто припинила існування зробивши частковий ребрендинг та трансформувашись в партію За майбутнє.

## Історія

### Історія появи та зникнення партії
Партія зареєстрована Міністерством юстиції України 15 червня 2015 року. На опублікованому свідоцтві № 250 вказана дата реєстрації 25 вересня 2014 року, а згідно з даними Державної реєстраційної служби під цим свідоцтвом значилася партія «Патріотичний альянс». Таким чином за даними журналістів була перейменована стара вже існуюча партія, що дозволило УКРОПу узяти участь в місцевих виборах у жовтні 2015 року.
У серпні 2019 року в українському медійному середовищі з'явилися чутки, що головний спонсор партії Ігор Коломойський збирається закрити партію, після того як головний київський осередок партії було закрито. Згодом, у червні 2020 року партія УКРОП де-факто припинила існування зробивши частковий ребрендинг та трансформувашись в партію За майбутнє.

### Питання назви та символіки

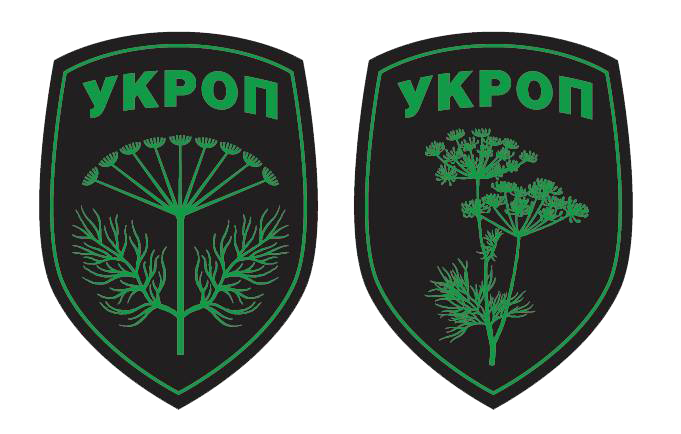
Шеврон, створений художником Андрієм Єрмоленком

Дизайн нашивок із зображенням кропу був розроблений і розповсюджений мережею українським художником Андрієм Єрмоленком. Шеврони набули великої популярності серед бійців АТО, волонтерів, та звичайних українців. Під час виступу в Маріуполі перед працівниками Металургійного комбінату ім. Ілліча навіть Президент Порошенко приміряв його на себе.
Скандал навколо логотипу партії спалахнув під час агітаційної компанії у Чернігівській області на виборах у 205 окрузі. Логотип «Укропа» був зареєстрований без відома автора роботи як логотип партії. Крім того, відоме зображеннями кропу з'явився на агітаційних наметах партії у Чернігівській області.
Коментуючи використання логотипу Єрмоленко сказав: «Цікаво, а хтось із них додумався, чи я дам дозвіл на використання цієї символіки для партії? Корбан про то думав! Я ж це робив для наших вояків, а не для партій, яким я не довіряю!.. В іншій країні, я був би вже заможною людиною, а в нашій відчуваю себе обікраним ЛОХОМ!».
За кілька днів голова партії Геннадій Корбан заявив, що конфлікт було вичерпано. Єрмоленко підтвердив, що була підписана угода про співпрацю, за якою змінений варіант логотипу був переданий у користування партії «за одну гривню».
Коментуючи використання логотипу, позаштатний радник міністра в АТО та нардеп Олександр Бригинець сказав що на його думку:

## Керівництво
- Голова партії — із 3 березня 2018 року посаду обіймає Батенко Тарас Іванович.
- Вищий керівний орган партії — з'їзд партії.

Голови політради
- 13.05.2016 — 03.03.2018 — Батенко Тарас;
- 23.01.2016 — 13.05.2016 — Борисенко Денис Валерійович;
- 15.06.2015 — 23.01.2016 — Корбан Геннадій.

## Ідеологія
Партія позиціонує себе як представник правоцентризму. За словами Віталія Купрія партія має «…більш ліберальні погляди, не радикальні: це підтримка середнього класу, підтримка підприємництва, демонополізація економіки, зменшення торговельних бар'єрів, спрощення податкового законодавства. Але у нас обов'язково буде ухил на патріотизм».

## Участь партії у виборах

### Проміжні вибори народного депутата на 205 окрузі
На виборах на 205 окрузі, що пройшли у Чернігові 26 липня 2015 року кандидатом в нардепи був висунутий голова партії Корбан. 

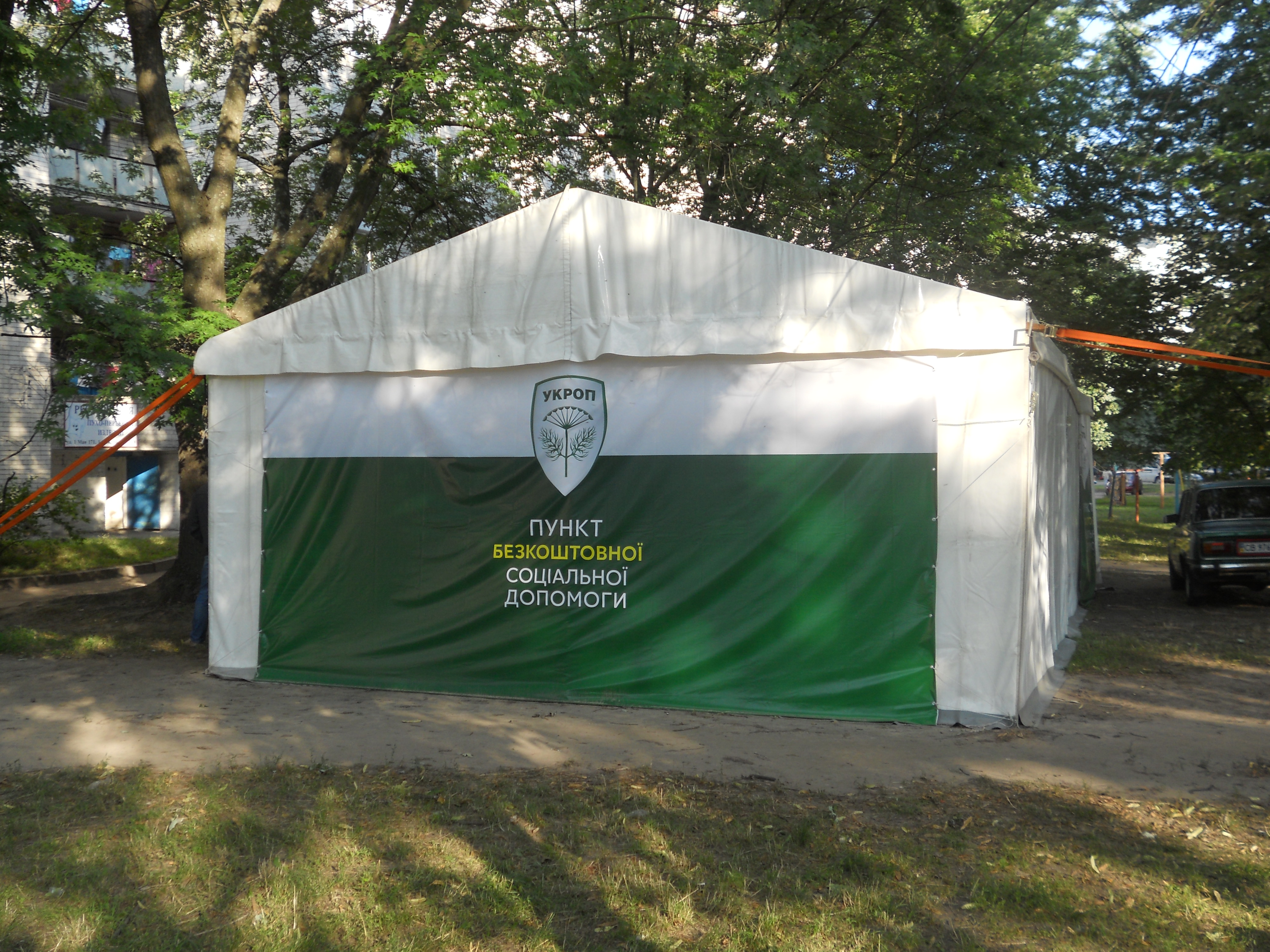
Намет видачі обідів та продуктових наборів від партії на виборах у 205 окрузі

Під час виборів були зафіксовані численні порушення законодавства, найбільше було порушень з боку двох основних кандидатів — Березенка та Корбана, однак суд відмовився визнавати порушення обох сторін. Зокрема, Корбана звинувачували у роздачі продуктових наборів та у підкупі виборців. Ні Корбан, ні Березенко до початку виборів не були в Чернігові, однак під час виборчої компанії заявляли, що добре знають проблеми чернігівців.
За підсумками голосування народним депутатом від 205 округу був обраний Березенко з результатом 35,90 % (17782 голосів). Корбан отримав 14,76 % (7311 голосів). Після того як результати голосування були опубліковані ЦВК, Корбан заявив що не визнає своєї поразки, а його опонент переміг завдяки «налагодженій мережі зі скуповування голосів на 60 тисяч осіб».

### Місцеві вибори 2015 року
12 вересня 2015 партія заявила про плани брати участь у місцевих виборах 25 жовтня 2015 року. Партія висунула Бориса Філатова як кандидата на роль мера Дніпропетровська, а Корбана на роль мера столиці України. Корбан прокоментував рішення: «Ми ухвалили рішення про висунення наших команд у місцеві ради по усій країні і по підтримці кандидатів у мери низки ключових міст».

## Кримінальне розслідування щодо Корбана
31 жовтня 2015 року Корбан був затриманий у своїй квартирі в Дніпрі під час операції ГПУ і СБУ по боротьбі з організованими злочинними угруповуваннями. Йому пред'явлені звинувачення за 4 статтями ККУ:
- 255 (створення організованої злочинної організації),
- 191 (привласнення, розтрата майна: за фактом розкрадання коштів з «Фонду оборони країни»),
- 349 (затримання представника влади або співробітника правоохоронних органів як заручника: викрадення голови Державного земельного агентства Сергія Рудика та секретаря Дніпровської міськради Олександра Величко),
- 289 (викрадення автомобільного транспорту).

Того ж дня СБУ доставило Корбана у слідчий ізолятор у Чернігові. Перевіряли інформацію про керівництво Корбаном організованою злочинною групою. Було вилучено 1,3 млн $ і 40 млн грн в офісах і приватних приміщеннях.
Під час обшуків у центральному офісі партії у Дніпрі вилучили понад 1 млн $, 5 автоматів Калашникова й апаратуру для прослуховування в різних стандартах стільникового зв'язку, а також велику кількість печаток суб'єктів підприємницької діяльності та печатку Управління комунальної власності Дніпропетровської міської ради.
За підсумками розгляду питання про запобіжний захід, яке тривало у Печерському райсуді Києва з 9:00 5 листопада до 8:00 6 листопада, суд ухвалив рішення про домашній арешт Корбана.